# Halowe Mistrzostwa Europy w Lekkoatletyce 1973 – sztafeta 4 × 2 okrążenia kobiet
Sztafeta 4 × 2 okrążenia kobiet – jedna z konkurencji biegowych rozgrywanych podczas halowych lekkoatletycznych mistrzostw Europy w hali Ahoy w Rotterdamie. Rozegrano od razu bieg finałowy 11 marca 1973. Długość jednego okrążenia wynosiła 170 metrów. Zwyciężyła reprezentacja Republiki Federalnej Niemiec, która tym samym obroniła tytuł z poprzednich mistrzostw.

## Rezultaty

### Finał
Rozegrano od razu bieg finałowy, w którym wzięły udział 3 sztafety.

Opracowano na podstawie materiału źródłowego.
| Miejsce | Reprezentacja | Zawodniczki                                                              | Czas    |
| ------- | ------------- | ------------------------------------------------------------------------ | ------- |
| 1       | RFN           | Dagmar Jost, Erika Weinstein, Annelie Wilden, Gisela Ellenberger         | 3:10,85 |
| 2       | Francja       | Colette Besson, Chantal Jouvhomme, Chantal Leclerc, Nicole Duclos        | 3:11,20 |
| 3       | Polska        | Danuta Manowiecka, Marta Skrzypińska, Krystyna Kacperczyk, Danuta Piecyk | 3:11,65 |